# Warpacultuur
Warpa of Huarpa was een pre-Incacultuur rond het stroomgebied van de Huarpa in het huidige departement Ayacucho van Peru. Het wordt gekenmerkt door aardewerk met zwarte decoraties op een wit oppervlak, en de met dit aardewerk geassocieerde archeologische vindplaatsen.
Hoewel de chronologie niet goed is gedefinieerd, zouden de vondsten dateren uit de periode tussen 200 v.Chr. en 500 AD. De Warpacultuur is voornamelijk bestudeerd vanwege haar relatie met de latere Waricultuur, gezien de gedeelde geografische locatie en het feit dat sommige decoratieve elementen terugkomen bij de iconografie van de Wari. Het is echter niet goed bekend wat de aard en redenen waren voor de overgang tussen de Warpa en Wari en wat dit betekende voor de samenlevingen die het gebied bewoonden.

## Culturele ontwikkeling
Volgens de Peruaanse archeoloog Luis Lumbreras, een van de belangrijkste onderzoekers van de cultuur, konden de Warpa, ondanks dat hun culturele uitingen bescheidener waren dan gelijktijdige culturen als de Moche of de Nazca, de geografische omgeving efficiënt beheren en landbouwhulpbronnen op grote schaal exploiteren. De Warpa voerden opmerkelijke waterbouwkundige werken uit, en begonnen met irrigatie en de voorbereiding van landbouwgrond door de aanleg van terrassen.
De meeste Warpa-sites zijn kleine dorpjes verspreid over de regio. De grootste nederzetting van de Warpa is Ñahuimpuquio, gelegen in het gelijknamige district. Resten van grote gebouwen, huizen, pleinen en aquaducten lijken te wijzen op een langdurige bewoning en het bijzondere belang dat de plek voor de inwoners van de regio had. 

## Verval van de Warpacultuur
Rond 500 AD kwam er een einde aan de Warpacultuur. Er wordt gedacht dat intense klimaatveranderingen ertoe leiden dat vele nederzettingen voor altijd verlaten werden en het totale uiteenvallen van de samenleving veroorzaakten. Lumbreras benadrukt dat de verslechtering zich voordeed tijdens een fase van opmerkelijke veranderingen in andere activiteiten, waaronder een toename in grootte en vermindering in aantal van de nederzettingen en een geleidelijke afname van de landbouw. Er was een intensivering van de betrekkingen met de kustgebieden van de huidige provincies Ica en Nazca, wat tot uiting kwam in de ontwikkeling van meerkleurig aardewerk.